# Arxipèlag de Riau
No s'ha de confondre amb la província de les illes Riau, una província d'Indonèsia.
L'arxipèlag de Riau (en Indonesi: Kepulauan Riau) és un grup d'illes de la província de les illes Riau a Indonèsia, que estan situades al sud de Singapur. Són la llar de la major part de la població i del desenvolupament d'aquesta província, e inclouen zones turístiques.

## Història
Històricament, juntament amb Singapur (Temasek), es trobaven sota el domini del Sultanat de Johor abans de la seva divisió pel Tractat anglo-neerlandès de 1824, i és molt possible que la mateixa Singapur fos considerada part d'aquest arxipèlag durant aquesta època. El nom de l'arxipèlag és anterior al de la província en més de dos-cents anys, i històricament no incloïa les illes Lingga i les illes Natuna, les quals també pertanyen actualment a la província de les illes Riau.

## Geografia
Les illes principals són Bintan, Batam, Rempang, Galang, Combol, Kundur i Karimun. La capital de la província és Tanjung Pinang, situada a l'illa de Bintan.

## Transport
Hi ha dos ports marítims internacionals, el de Tanjung Balai Karimun i el de Tanjung Pinang. A més, existeixen serveis de ferri d'alta velocitat cap al sud de l'arxipèlag, a les illes Lingga.